# عز الدين أوناحي
عز الدين أوناحي (مواليد 19 أبريل 2000) هو لاعب كرة قدم مغربي يلعب في خط الوسط مع نادي باناثينايكوس في الدوري اليوناني و‌المنتخب المغربي.

## النشأة
ولد عز الدين في 19 أبريل 2000 في مدينة الدار البيضاء غرب المغرب لعائلة رياضية. فشقيقه الأكبر وشقيقه الأصغر يلعبان أيضًا على مستوى الهواة في أندية كرة قدم المغرب. وهو ابن عم لاعب كرة القدم المحترف رضا محناوي.

## بداياته

### التدريب في المغرب
بدأ عز الدين أوناحي يلعب كرة القدم منذ الصغر في أزقة وساحات حي للا مريم، مسقط رأسه، بمدينة الدار البيضاء، قبل أن يتم اكتشاف مواهبه الكروية المبكرة ليتلقى تدريبه الأول في نادي الرجاء الرياضي وهو في سن العاشرة تحت قيادة المدرب روشيد، وشارك في كأس دانون للأمم مع فريق المغرب تحت 13 سنة وأمضى فترة وجيزة في نادي ميروفوت ليساسفا قبل أن يعود مجدداً إلى نادي الرجاء. وفي الخامس عشر من عمره التحق بأكاديمية محمد السادس لكرة القدم للتدرب.

### الانضمام للأندية الفرنسية

#### نادي ستراسبورغ و يو إس أفرانش
غادر أوناحي المغرب إلى فرنسا في 2018 لينضم إلى نادي ستراسبورغ ثم انضم إلى نادي يو أس أفرانش.
في 3 أغسطس 2000، سجل هدفه الأول ضد فريق استاد بريوش في 18 سبتمبر / أيلول 2020 في الدوري. وبذلك تمكن الفريق بالفوز (2-1 ) في موسم واحد، وعرف عنه قدرته على المراوغة والتمرير.

### نادي إنجيه
في عام 2021، أعلن نادي أنجيه الفرنسي عن توقيع أوناحي على صفقة معه مدتها أربعة مواسم وحمل اوناحي القميص رقم«8» ليشغل مركز لاعب خط الوسط. و سجل في 15 أغسطس أب 2021 هدفًا ليفوز النادي (3-0)بالدوري الفرنسي في مباراة ضد ليون، وفي 7 أغسطس / آب 2022
جدد نادي إنجيه عقد ه مع عز الدين أوناحي لموسم إضافي حتى عام 2026

### أولمبيك مارسيليا
في 29 يناير 2023، وقع عز الدين أوناحي عقدا لمدة أربع سنوات ونصف مع نادي أولمبيك مرسيليا مقابل مبلغ 10 ملايين يورو. تحت قيادة المدرب إيغور تودور.

## المسيرة الدولية

### منتخبات الشباب
تم استدعاء أوناحي للمشاركة في ألعاب البحر الأبيض المتوسط في يوليو / تموز 2018 ضمن منتخب المغرب تحت العشرين. وسجل هدفًا في الدقيقة 68 في مباراة ضد إيطاليا. ثم فاز لاحقًا بالميدالية البرونزية مع الفريق بركلات الترجيح ضد اليونان.

في 18 أغسطس/ آب 2019، تم اختياره من قبل باتريس بوميل ليلعب مع نادي الأولمبيك المغربي لمواجهة ضد منتخب مالي الأولمبي لكرة القدمتحت 23 عامًا. كما شارك في مباراتين ضدروسيا وأوروجواي، وتمكن من تسجيل هدف.

### نهائيات كأس الأمم الإفريقية
في 23 ديسمبر / كانون الأول 2021، دعا المدرب وحيد خليلهودزيتش اللاعب أوناحي للمشاركة في نهائيات كأس الأمم الأفريقية 2021. حيث لعب أول مباراة احترافية له مع المنتخب المغربي في كأس إفريقيا للأمم 2021 بفوزه على غانا (1-0) في 10 يناير / كانون الثاني 2022. وخلال مباراة الإياب في الدار البيضاء يوم 29 مارس / آذار، سجل أوناحي هدفين في المباراة التي انتهت بفوز المغرب بأربعة أهداف مقابل هدف واحد وبذلك تمكن المغرب من المشاركة في كأس العالم 2022 في قطر. وفي 25 مايو/ أيار 2022، تم استدعاءه للمشاركة في مباراة تحضيرية لكأس العالم 2022 ضد الولايات المتحدة بالإضافة إلى مباراتين آخرين ضد جنوب إفريقيا وليبيريا.
وفي 9 يونيو/ حزيران، حل أوناحي بديلاً للاعب أيمن برقوق في الدقيقة 60 من عمر المباراة الأولى من تصفيات كأس الأمم الأفريقية 2023 ضد جنوب إفريقيا وظهر في 13 يونيو / حزيران، في مباريات المغرب ضد ليبيريا ومهد بتمريرة حاسمة للهدف الثاني في المباراة والذي سجله يوسف النصيري. حيث انتهت المباراة بنتيجة (0-2 ) لصالح المغرب.

### كأس العالم

#### التحضير لمباريات كأس العالم 2022
في 12 سبتمبر/ أيلول 2022، تلقى استدعاء من المدرب الجديد للمغرب وليد الركراكي لمعسكر تدريبي لكأس العالم 2022 يقام في برشلونة وإشبيلية لمواجهتين وديتين، أبرزها ضد تشيلي وباراغواي. وفي 23 سبتمبر / أيلول 2022، وذلك في المباراة الأولي ضد تشيلي على ملعب كورنيلا إل برات، ولعب أوناحي 67 دقيقة قبل أن يحل محله أمين حاريت.وفي 27 سبتمبر / أيلول 2022، خلال المباراة الثانية ضد باراغواي، لعب أوناحي 64 دقيقة على ملعب بينيتو فيلامارين قبل أن يحل محله وليد شديرة وكانت نتيجة المباراة التعادل (0-0).

#### تشكيلة المنتخب المغربي لكأس العالم
في 10 نوفمبر 2022، تم اختياره ضمن قائمة المنتخب المغربي المكونة من 26 لاعبًا للمشاركة في كأس العالم 2022 في قطر.

## الإنجازات

### فردية
- الاتحاد الدولي لتاريخ وإحصاءات كرة القدم: تشكيلة العام في أفريقيا: 2022[24]

## روابط خارجية
- عز الدين أوناحي على موقع الاتحاد الأوربي (الإنجليزية)
- عز الدين أوناحي على موقع إي إس بي إن إف سي (الإنجليزية)
- عز الدين أوناحي على موقع قاعدة بيانات كرة القدم.إي يو (الإنجليزية)
- عز الدين أوناحي على موقع ليكيب (الفرنسية)
- عز الدين أوناحي على موقع ناشيونال فوتبول تيمز (الإنجليزية)
- عز الدين أوناحي على موقع Soccerbase.com (لاعب) (الإنجليزية)
- عز الدين أوناحي على موقع Soccerway.com (الإنجليزية)
- عز الدين أوناحي على موقع عالم كرة القدم.نت (الإنجليزية)
- عز الدين أوناحي على موقع كووورة
- عز الدين أوناحي على موقع AS.com (الإسبانية)